# Philip Bech
Philip Bech (12 de marzo de 1869 - 8 de marzo de 1928) fue un actor teatral y cinematográfico de nacionalidad danesa, activo en la época del cine mudo.

## Biografía
Nacido en Copenhague, Dinamarca, se formó en la escuela del Dagmarteatret a partir de 1892. En los años 1895 a 1898 actuó en provincias, volviendo después al Dagmarteatret. Entre 1901 y 1913 actuó en el Aarhus Teater, trabajando más tarde en el Det ny Teater y en el Odense Teater entre 1926 y 1927.
Debutó en el cine en 1910 actuando para la productora Fotorama, en Aarhus. Se mudó a Copenhague en 1913, siendo contratado por Nordisk Film, pasando con rapidez a ser uno de los actores más activos de la compañía. Solía interpretar personajes como millonarios, directores, propietarios y otros similares. En total rodó más de 100 películas entre los años 1910 y 1928.
Philip Bech falleció en el año 1928 mientras actuaba en la obra Det dødbringende kys, que se representaba en el Casino Teater de Copenhague. Fue enterrado en el Cementerio de Vestre de esa ciudad. 

## Filmografía
- 1910 : Elverhøj, de Gunnar Helsengreen
- 1910 : Ambrosius, de Gunnar Helsengreen
- 1910 : I Bondefangerkløer, de Johannes Pedersen
- 1910 : Ansigtstyven, de Gunnar Helsengreen
- 1910 : Slavehandlernes Flugt
- 1910 : Valdemar Sejr, de Gunnar Helsengreen
- 1910 : Amatørtyvens Hustru
- 1911 : Mormonbyens Blomst
- 1911 : En hjemløs Fugl, de Gunnar Helsengreen
- 1911 : Dommeren
- 1911 : En Helt fra 64, de Gunnar Helsengreen
- 1911 : Under Vesterbros Glødelamper, de Ernst Munkeboe
- 1912 : Blodets Baand
- 1912 : Menneskejægere
- 1913 : Prins for en Dag, de Eduard Schnedler-Sørensen
- 1913 : Under Kniven
- 1913 : Den hemmelige Traktat, de Alfred Lind
- 1913 : Fæstningsspioner
- 1914 : Skyldig? - ikke skyldig? , de Karl Ludwig Schröder
- 1914 : Inderpigen, de Robert Dinesen
- 1914 : Proletargeniet, de Gunnar Helsengreen
- 1914 : Millionær for en Dag, de Robert Dinesen
- 1914 : Gyldne Lænker, de Alfred Cohn
- 1914 : Bagerstrædes Hemmelighed, de Alfred Cohn
- 1914 : De kære Nevøer, de Alfred Cohn
- 1914 : Herberg for Hjemløse, de Lau Lauritzen Sr.
- 1914 : Den mystiske Fremmede, de Holger-Madsen
- 1914 : Expressens Mysterium, de Hjalmar Davidsen
- 1914 : Arbejdet adler, de Robert Dinesen
- 1914 : Tugthusfange No. 97, de August Blom
- 1914 : Opiumsdrømmen, de Holger-Madsen
- 1915 : Ned med Vaabnene!, de Holger-Madsen
- 1915 : Evangeliemandens Liv, de Holger-Madsen
- 1915 : Menneskeskæbner, de Gunnar Helsengreen
- 1915 : Manden med Staalnerverne, de A.W. Sandberg
- 1915 : Cowboymillionæren, de Lau Lauritzen Sr.
- 1915 : Naar Hævngløden slukkes, de Robert Dinesen
- 1915 : Guldkalven, de Hjalmar Davidsen
- 1915 : Revolutionsbryllup, de August Blom
- 1916 : Den skønne Evelyn, de A.W. Sandberg
- 1916 : Sjæletyven, de Holger-Madsen
- 1916 : Manden uden Fremtid, de Holger-Madsen
- 1916 : Danserindens kærlighedsdrøm, de Holger-Madsen
- 1916 : Maaneprinsessen, de Holger-Madsen
- 1916 : Stakkels Meta, de Martinius Nielsen
- 1916 : Grevinde Hjerteløs, de Holger-Madsen
- 1916 : Grevinde Clara, de Hjalmar Davidsen
- 1916 : Det stjaalne Navn, de Alexander Christian
- 1916 : Gentlemansekretæren, de Martinius Nielsen
- 1916 : Du skal elske din Næste, de August Blom
- 1916 : Det stjaalne Ansigt, de Holger-Madsen
- 1917 : Pax æterna, de Holger-Madsen
- 1917 : Krigens Fjende, de Holger-Madsen
- 1917 : Vestens Børn, de Alfred Kjærulf
- 1917 : Børnenes Synd, de Holger-Madsen
- 1917 : Hendes Moders Løfte, de Holger-Madsen
- 1917 : Livets Gøglerspil, de Holger-Madsen
- 1917 : Den Retfærdiges Hustru, de A.W. Sandberg
- 1917 : Skriget fra Djævlekløften, de Alexander Christian
- 1917 : Herregaards-Mysteriet, de Alexander Christian
- 1917 : Synd skal sones, de Alexander Christian
- 1917 : Expeditricen fra Østergade, de A.W. Sandberg
- 1917 : Den ny Rocambole, de Robert Dinesen
- 1918 : Himmelskibet, de Holger-Madsen
- 1918 : Avisdrengen, de Eduard Schnedler-Sørensen
- 1918 : Mands Vilje, de Robert Dinesen
- 1918 : For Barnets Skyld, de Robert Dinesen
- 1918 : Testamentets Hemmelighed, de Holger-Madsen
- 1918 : Den lille Danserinde, de Hjalmar Davidsen
- 1918 : For sit Lands Ære, de August Blom
- 1918 : Krig og Kærlighed, de Holger-Madsen
- 1918 : En Fare for Samfundet, de Robert Dinesen
- 1918 : Dømmer ikke, de Fritz Magnussen
- 1918 : Lydia, de Holger-Madsen
- 1918 : Dommens Dag, de Fritz Magnussen
- 1918 : Glædens Dag, de Alexander Christian
- 1918 : Præstens Datter, de Holger-Madsen
- 1919 : Hvorledes jeg kom til Filmen, de Robert Dinesen
- 1919 : Hævneren, de Olaf Fønss
- 1919 : Bajadser, de Fritz Magnussen
- 1919 : Livets Omskiftelser, de Robert Dinesen
- 1919 : Rytterstatuen, de A.W. Sandberg
- 1919 : Kærlighed overvinder Alt, de Alfred Kjerulf
- 1919 : En ung mans väg, de Carl Barcklind
- 1920 : Lykkeper, de Fritz Magnussen
- 1920 : En Aftenscene, de Fritz Magnussen
- 1920 : Scenens Børn, de Fritz Magnussen
- 1920 : Borgslægtens Historie, de Gunnar Sommerfeldt
- 1921 : Munkens Fristelser, de Fritz Magnussen
- 1921 : Hendes Fortid, de Fritz Magnussen
- 1921 : Kan disse Øjne lyve?, de A.W. Sandberg
- 1923 : Republikaneren, de Martinius Nielsen
- 1923 : Blandt Byens Børn, de Lau Lauritzen Sr.
- 1923 : Vore Venners Vinter, de Lau Lauritzen Sr.
- 1923 : Den sidste Dans, de A.W. Sandberg
- 1923 : Smil og Taare, de Johannes Meyer
- 1923 : Madsalune, de Emanuel Gregers
- 1924 : Min Ven Privatdetektiven, de A.W. Sandberg
- 1924 : Kærligheds-Øen, de A.W. Sandberg
- 1924 : Raske Riviera Rejsende, de Lau Lauritzen Sr.
- 1925 : Københavns Sherlock Holmes, de Aage Falck Rasmussen
- 1925 : Det store Hjerte, de August Blom
- 1925 : Fra Piazza del Popolo, de A.W. Sandberg
- 1925 : Solskinsdalen, de Emanuel Gregers
- 1925 : Den store Magt, de August Blom
- 1926 : Don Quixote, de Lau Lauritzen Sr.
- 1926 : Klovnen, de A.W. Sandberg
- 1927 : Tordenstenene, de Lau Lauritzen Sr.
- 1927 : Die weisse Geisha, de Heinz Karl Heiland y Valdemar Andersen
- 1928 : Jokeren, de Georg Jacoby